# Forte de São Jorge de Oitavos
O Forte de São Jorge de Oitavos, também referido como Forte de Oitavos, localiza-se na EN 247, junto à Duna Grande de Oitavos, na freguesia de Cascais e Estoril, município de Cascais, distrito de Lisboa, em Portugal.
Encontra-se classificado como Imóvel de Interesse Público pelo Decreto nº 735, publicado no DG em 21 de dezembro de 1974.

## História
Foi erguido no contexto da Guerra da Restauração da independência portuguesa, para para complemento da defesa da barra do rio Tejo, sob a direção de D. António Luís de Meneses, 1.º Marquês de Marialva. Destinava-se especificamente ao abrigo de pequena guarnição, com a função de prevenir desembarques no litoral entre a praia do Guincho e a praia da Guia. Embora a inscrição epigráfica sobre o Portão de Armas especifique as datas de início e conclusão respectivamente como 4 de Maio de 1642 e 1648, os estudiosos compreendem que uma periodização mais correcta seria a de início em 1641 e a de término em 1643. Cruzava fogos com o Forte de Nossa Senhora da Guia e com o Forte de São Brás de Sanxete.
Era normalmente guarnecido por um cabo, três artilheiros e dezoito soldados, estando artilhada por quatro peças, o que se manteve até ao século XIX.
As vésperas do século XXI, em Dezembro de 2000, foi reinaugurado como Museu histórico-militar e espaço cultural sob a responsabilidade da Câmara Municipal de Cascais, reconstituindo a vida quotidiana da guarnição de uma fortificação marítima ao final do século XVIII.

## Características
Fortificação marítima de pequenas dimensões, apresenta planta retangular orgânica, adaptada ao relevo da falésia onde se ergue.
O desenho mais antigo identificado sobre este forte (1796), mostra, além da bateria na esplanada e da cisterna, quatro dependências: a do Quartel da Tropa, a da cozinha, refeitório e dormitórios, o paiol e a Casa do Comando.
A sua defesa é complementada por guaritas cobertas nos ângulos salientes e por uma linha de mosqueteria.
A inscrição epigráfica sobre o portão de Armas, reza:
"O MUITO ALTO E MUITO PODEROZO / REY D JOÃO O IIII DE PORTUGAL NO / SO SENHOR Q[UE] DEUS GUARDE MAN / DOU FAZER ESTA FORTIFICAÇÃO SEN / DO GOVERNADOR DAS ARMAS REAIS / D ANº [ANTÓNIO] LUIS DE MENEZES Q[UE] SE PRINSI / PIOU EM 9 DE M[A]IO DE 1642 E SE ACA / BOU EM A ERA DE 1648"

## Galeria de imagens
| {{{caption}}} |
|               |

| {{{caption}}} |
|               |

| {{{caption}}} |
|               |

| {{{caption}}} |
|               |